# Santiago Paiva
Santiago Martín Paiva Mattos (Montevideo, Uruguay; 11 de enero de 1999) es un futbolista uruguayo. Juega de delantero y su equipo actual es Club Atlético Cerro de la Primera División de Uruguay.

## Trayectoria
Paiva debutó por el Danubio  el 26 de noviembre de 2017 ante Liverpool en la derrota por 5-0. 
De cara a la temporada 2021, fue cedido al Cerro Largo.
En julio de 2022, Paiva fichó en el Godoy Cruz argentino. Debutó en su nuevo club el 31 de agosto ante Belgrano por la Copa Argentina.
El 25 de enero de 2023, se incorporó al Arsenal como préstamo.
En agosto de 2023, se convirtió en refuerzo de  Plaza Colonia, de la Primera División de Uruguay, luego de rescindir contrato con Godoy Cruz.

## Selección nacional
Fue internacional juvenil por Uruguay.

## Estadísticas
Actualizado al último partido disputado el 29 de octubre de 2024.
| Club                  | Div.          | Temporada     | Liga  | Liga  | Copas nacionales | Copas nacionales | Copas internacionales | Copas internacionales | Total | Total |
| Club                  | Div.          | Temporada     | Part. | Goles | Part.            | Goles            | Part.                 | Goles                 | Part. | Goles |
| --------------------- | ------------- | ------------- | ----- | ----- | ---------------- | ---------------- | --------------------- | --------------------- | ----- | ----- |
| Danubio · Uruguay     | 1.ª           | 2017          | 1     | 0     | —                | —                | —                     | —                     | 1     | 0     |
| Danubio · Uruguay     | 1.ª           | 2018          | 2     | 0     | —                | —                | 0                     | 0                     | 2     | 0     |
| Danubio · Uruguay     | 1.ª           | 2019          | 25    | 9     | —                | —                | 0                     | 0                     | 25    | 9     |
| Danubio · Uruguay     | 1.ª           | 2020          | 31    | 5     | —                | —                | —                     | —                     | 31    | 5     |
| Danubio · Uruguay     | 1.ª           | 2022          | 10    | 0     | —                | —                | —                     | —                     | 10    | 0     |
| Danubio · Uruguay     | Total club    | Total club    | 69    | 14    | 0                | 0                | 0                     | 0                     | 69    | 14    |
| Cerro Largo · Uruguay | 1.ª           | 2021          | 19    | 3     | —                | —                | —                     | —                     | 19    | 3     |
| Cerro Largo · Uruguay | Total club    | Total club    | 19    | 3     | 0                | 0                | 0                     | 0                     | 19    | 3     |
| Godoy Cruz Argentina  | 1.ª           | 2022          | 2     | 0     | 1                | 0                | —                     | —                     | 3     | 0     |
| Godoy Cruz Argentina  | Total club    | Total club    | 2     | 0     | 1                | 0                | 0                     | 0                     | 3     | 0     |
| Arsenal Argentina     | 1.ª           | 2023          | 2     | 0     | 0                | 0                | —                     | —                     | 2     | 0     |
| Arsenal Argentina     | Total club    | Total club    | 2     | 0     | 0                | 0                | 0                     | 0                     | 2     | 0     |
| Manta F. C. · Ecuador | 2.ª           | 2024          | 27    | 2     | 1                | 0                | —                     | —                     | 28    | 2     |
| Manta F. C. · Ecuador | Total club    | Total club    | 27    | 2     | 1                | 0                | 0                     | 0                     | 28    | 2     |
| Total carrera         | Total carrera | Total carrera | 119   | 19    | 2                | 0                | 0                     | 0                     | 121   | 19    |